# Вільгельм фон Мессенгаузен
Вільгельм фон Мессенгаузен (нім. Wilhelm von Mässenhausen; 16 січня 1915, Сідней — 20 травня 1943, Атлантичний океан) — німецький офіцер-підводник, капітан-лейтенант крігсмаріне.

## Біографія
5 квітня 1935 року вступив на флот. З березня 1939 року — офіцер групи Військово-морського училища Мюрвіка. В квітні-вересні 1940 року пройшов курс підводника. З вересня 1940 по січень 1941 року — вахтовий офіцер в 24-й флотилії. З 13 березня 1941 року — 1-й вахтовий офіцер на підводному човні U-79. З листопада 1941 по січень 1942 року пройшов курс командира човна. З 4 лютого 1942 року — командир U-258, на якому здійснив 3 походи (разом 143 дні в морі). 29 квітня 1943 року потопив американський торговий пароплав McKeesport водотоннажністю 6198 тонн, який перевозив баласт (2000 тонн піску); 1 з 68 членів екіпажу загинув. 20 травня U-258 був потоплений в Північній Атлантиці південніше мису Фарвель (55°18′ пн. ш. 27°49′ зх. д.) глибинними бомбами британського бомбардувальника «Ліберейтор» зі 120-ї ескадрильї ВПС Великої Британії. Всі 49 членів екіпажу загинули.

## Звання
- Кандидат в офіцери (5 квітня 1935)
- Морський кадет (25 вересня 1935)
- Фенріх-цур-зее (1 липня 1936)
- Оберфенріх-цур-зее (1 січня 1938)
- Лейтенант-цур-зее (1 квітня 1938)
- Оберлейтенант-цур-зее (1 жовтня 1939)
- Капітан-лейтенант (1 вересня 1942)

## Нагороди
- Медаль «За вислугу років у Вермахті» 4-го класу (4 роки)